# Hradčany-Kobeřice
Hradčany-Kobeřice (en allemand : Hradschan) est une commune du district de Prostějov, dans la région d'Olomouc, en République tchèque. Sa population s'élevait à 399 habitants en 2023.

## Géographie
Hradčany-Kobeřice se trouve à 6,8 km au nord-ouest de Němčice nad Hanou, à 13,5 km au nord-est de Vyškov, à 11,5 km au sud de Prostějov, à 26,5 km au sud-sud-ouest d'Olomouc et à 210 km à l'est-sud-est de Prague.
La commune est limitée par Dobrochov, Vranovice-Kelčice et Vřesovice au nord, par Dobromilice à l'est, par Želeč au sud, et par Brodek u Prostějova et Otaslavice à l'ouest.

## Histoire
La première mention écrite de la localité date de 1161.

## Transports
Par la route, Hradčany-Kobeřice se trouve à 7 km de Němčice nad Hanou, à 15 km de Prostějov, à 33 km d'Olomouc et à 258 km de Prague.